# Sound-G
Pour l'album japonais du même groupe, voir Sound-G (Japon).
Albums de Brown Eyed Girls
Tteonara Ms. Kim
(2007) Sixth Sense
(2011)
Sound-G est le troisième album de Brown Eyed Girls, sorti sous le label NegaNetwork le 21 juillet 2009 en Corée ; un mini album intitulé Sound-G Sign est sorti le 29 octobre 2009.

## Liste des titres
| 1.  | Glam Girl                                | 3:10 |
| 2.  | Abracadabra                              | 3:02 |
| 3.  | Jungdog (중독)                           | 4:21 |
| 4.  | Candy Man                                | 3:24 |
| 5.  | Moody Night                              | 3:40 |
| 6.  | Isanghan Ir (이상한 일)                  | 3:29 |
| 7.  | Mot Ga (못 가)                           | 4:04 |
| 8.  | Yeojaga Isseodo (여자가 있어도)          | 3:47 |
| 9.  | Jalhalgeyo (잘할게요)                    | 4:05 |
| 10. | Abracadabra (Inst.)                      | 3:02 |
| 11. | Candy Man (Inst.)                        | 3:24 |
| 12. | Jalhalgeyo (Inst.) (잘할게요) (잘할게요) | 4:05 |

| 1. | DJ Cloud translates L.O.V.E – (Cloud Remix)                             | 3:52 |
| 2. | Haihm translates SECOND – (haihm rebuild)                               | 4:42 |
| 3. | east4A translates YOU – (east4A Soulsome Mix)                           | 4:13 |
| 4. | Hitchhiker translates How (어쩌다) – (Hitchhiker(Jinu) Dynamic Mix)     | 4:24 |
| 5. | Saintbinary translates HOLD THE LINE – (Saintbinary Sweet Purple remix) | 5:39 |
| 6. | junjaman translates MY STYLE – (junjaman wet dream remix)               | 3:59 |
| 7. | Fraktal translates OASIS – (Fraktal desert is land mix)                 | 6:05 |

## Liste des titres du mini album Sound-G Sign
| 1. | Sign                                    | 3:22 |
| 2. | Jame Chwihae (잠에 취해)                | 3:48 |
| 3. | Abracadabra (FRAKTAL Voodoo Remix)      | 3:17 |
| 4. | Sign (Junjaman Remix)                   | 3:25 |
| 5. | Jame Chwihae (Instrumental) (잠에 취해) | 3:48 |